# 長野空襲

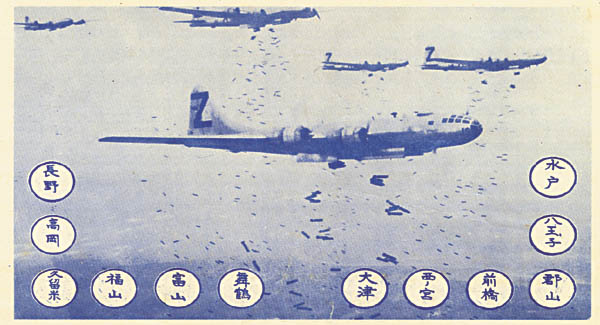
アメリカ軍による空襲を予告する伝単。画面左上に「長野」の文字が見える

長野空襲（ながのくうしゅう）とは、太平洋戦争中の1945年8月13日に、アメリカ海軍のエセックス級航空母艦「ハンコック」、「ベニントン」から発進した艦載機（F4U及びF6F）62機により、長野県長野市及び上田市が受けた空襲である。W・F・ハルゼー大将指揮下の第3艦隊第38任務部隊により実行された。
当時アメリカ軍の設定した全国180の空襲対象都市の中で、長野市は64位、上田市は144位に設定されていた。空襲の目的は交通機関の要衝としての駅や機関区を攻撃して損害を与え、飛行場の軍事施設を破壊し、人心に大きな脅威を与えることにあったとされる。

## 概要
概ね4時15分から16時5分にかけて空襲が行われている。
- 午前6時50分頃 - 長野飛行場を機銃掃射。駐機してあった練習機が数十機破壊される。
- 午前8時半頃 - 国鉄長野駅舎と隣接する長野機関区（現メルパルク長野→シャトレーゼホテル長野）にロケット弾を発射するが不発。長野機関区はその後3回に亘り銃撃を受ける。
- 午前9時10分頃 - 川合新田地区と松岡地区の民家に爆弾を投下。近くの長野飛行場に機銃掃射。
- 午前11時50分頃 - 松代町の民家に向けて爆弾を投下した。
- 正午頃 - 若槻の国立傷痍軍人長野療養所（現国立病院機構東長野病院）にロケット弾を発射し機銃掃射。国鉄篠ノ井駅にもロケット弾を発射するも外れ民家に命中。近隣民家に機銃掃射。
- 午後1時半頃 - 長野市内西南方面に機銃掃射および爆撃を行う。
- 午後3時半頃 - 長野電鉄河東線信濃川田駅と、同地区の民家や小学校などを機銃掃射。篠ノ井駅周辺も機銃掃射。

## 被害
- 犠牲者は長野市で47人、上田市で1人[1]。
- 主な空襲を受けた場所は、長野飛行場（飛行機、格納庫、掩体）、長野駅およびその周辺（長野機関区）、傷痍軍人長野療養所（現東長野病院）、上田飛行場、長野電鉄河東線信濃川田駅、ほか一部民家にも被害[1]。